# ヴィルヘルム・ヘッケル
ヴィルヘルム・ヘッケル（Wilhelm Heckel）GmbHは、ドイツ最古の木管楽器メーカーの1つである。ヴィースバーデン-ビープリッヒを拠点とし、今日、ファゴット、コントラファゴット、ヘッケル社が開発したヘッケルフォンを生産している。

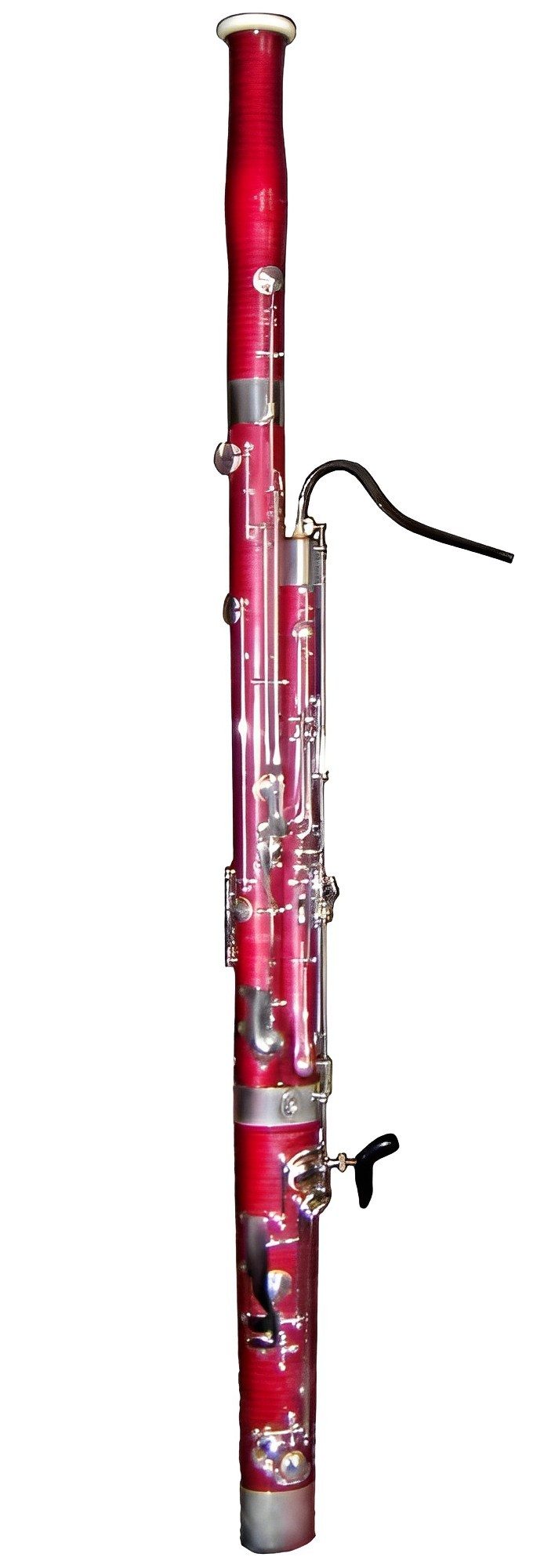
ヘッケル・ファゴット

## 歴史
1813年、楽器製作者ヨハン・アダム・ヘッケル（1812年 - 1877年、フォークトラントのムジークヴィンケル出身）が、宮廷音楽家のカール・アルメンレーダーと共にALMENRÄDER und HECKEL社を設立した。1845年、ヨハン・アダム・ヘッケルはナッサウ公宮廷楽器製作者の称号を授与され、1877年に死去すると、会社は息子のヴィルヘルム・ヘッケル（1856年 - 1909年）によってWILHELM HECKEL BIEBRICHに改名された。今日ダブルリード楽器に専門化しているのとは対照的に、当時はあらゆる種類の木管楽器と共に様々な金管楽器を製造した。
ヴィルヘルム・ヘッケルの死去後、会社はその息子のヴィルヘルム・ヘルマン・ヘッケル（1879年 - 1952年）とアウグスト・ヘッケル（1880年 - 1914年）によって経営された。1924年、ヴィルヘルム・ヘルマン・ヘッケルの義理の息子Franz Groffy（1896年 - 1972年）が会社の経営を引き継いだ。

## 革新
アルメンレーダーの助けを得て、会社の楽器製作者は19世紀中頃にファゴットのキーシステムを改革した。ここで開発されたヘッケル・システムは今日も世界中で使用されている。
『ニュルンベルクのマイスタージンガー』の作曲中、リヒャルト・ワーグナーはビープリッヒに滞在し、バリトン音域のオーボエを開発するようヘッケルに働き掛けた。これによって、全ての音域においてダブルリード族楽器が揃う。このようにしてヴィルヘルム・ヘッケルと彼の息子達によって開発されたヘッケルフォンは普通のオーケストラ楽器とはならなかったが、リヒャルト・シュトラウスらによって特別な音響効果のために好んで使われた。